# Aún estás en mis sueños
«Aún estás en mis sueños» es una canción de la banda argentina de heavy metal Rata Blanca. La balada es la canción n° 4 del disco titulado La llave de la puerta secreta, y fue creada en 2005 por el guitarrista y líder de la banda, Walter Giardino.

## Letra y música
La canción se puede interpretar como si hablara sobre un hombre que es hechizado por una mujer con un conjuro y que además aún siente el aroma del perfume que dejado por la noche en su cuarto, y que luego él se adentra en ese mundo de la hechicería por conocer más. 
La melodía de la canción es muy característica, tanto por el sonido de la guitarra como por la tonalidad con la que canta el vocalista del grupo musical Adrián Barilari.
La canción empieza con el solo de guitarra de Walter junto con los demás instrumentos hasta que hacen una pausa de más o menos dos segundos, después de eso Adrián empieza a cantar y así hasta llegar al estribillo de la canción, para después seguir con la estrofa siguiente y el estribillo de la canción para dar paso al solo de guitarra de Walter y así casi finalizando el solo de guitarra Adrián vuelve a cantar el estribillo hasta que canta fuerte el nombre de la canción.